# Maria Klara Nanetti
Św. Maria Klara (Clelia Nanetti) (ur. 9 stycznia 1872 r. w Santa Maria Maddalena, prowincja Rovigo we Włoszech – zm. 9 lipca 1900 r. w Taiyuan w Chinach) – święta Kościoła katolickiego, zakonnica ze zgromadzenia franciszkanek misjonarek Maryi, misjonarka, męczennica.

## Życiorys
Clelia Nanetti po zakończeniu nauki w szkole została w domu pomagając w prowadzeniu gospodarstwa domowego. Próbowała uniknąć uroków świata, ale jej rodzice zachęcali ją do udziału w balach i przyjęciach, mając nadzieję na atrakcyjne małżeństwo. Podporządkowywała się ich życzeniom, ale w sercu skrywała tajemnicę, że postanowiła poświęcić się Bogu. W wieku 18 lat poprosiła rodziców o zgodę na wstąpienie do zakonu. Ich sprzeciw był bardzo ostry. Pomimo to zrealizowała swoje postanowienie. 24 stycznia 1892 r. wstąpiła do franciszkanek misjonarek Maryi, w kwietniu rozpoczęła nowicjat.
W 1898 r. biskup z Chin Franciszek Fogolla udał się do Turynu na Międzynarodową Wystawę Chińskiej Kultury i Sztuki. Następnie podróżował z czterema chińskimi seminarzystami po Europie, dzięki czemu pozyskał środki potrzebne dla misji. Na jego prośbę matka Maria od Męki Pańskiej, założycielka zgromadzenia franciszkanek misjonarek Maryi, wyznaczyła siedem sióstr do wyjazdu na misje do Chin (Marię Herminę, Marię od Pokoju, Marię Klarę, Marię od Bożego Narodzenia, Marię od św. Justyna, Marię Adolfinę, Marię Amandynę). Do Taiyuan razem z biskupem pojechało dziewięciu młodych księży i siedem zakonnic ze zgromadzenia franciszkanek misjonarek Maryi. Siostry służyły biednym, chorym i zajmowały się sierotami.
Wkrótce po ich przyjeździe do Chin, podczas powstania bokserów, doszło do prześladowań chrześcijan. Zarządca prowincji Shanxi Yuxian nienawidził chrześcijan. Z jego polecenia biskup Fogolla został aresztowany razem z 2 innymi biskupami, 3 księżmi, 7 zakonnicami, 7 seminarzystami, 10 świeckimi pomocnikami misji i kilkoma chińskimi wdowami. Aresztowano również protestanckich duchownych razem z ich rodzinami. Została stracona razem z współsiostrami z rozkazu gubernatora Shanxi 9 lipca 1900 r. W tym dniu zabito łącznie 26 męczenników. W styczniu 1901 r. nowy zarządca prowincji urządził ich uroczysty pogrzeb.

## Dzień wspomnienia
9 lipca w grupie 120 męczenników chińskich.

## Proces beatyfikacyjny i kanonizacyjny
Siostry zostały beatyfikowane 24 listopada 1946 r. przez Piusa XII w grupie Grzegorz Grassi i 28 towarzyszy. Kanonizowane w grupie 120 męczenników chińskich 1 października 2000 r. przez Jana Pawła II.